# Changning, Shanghai
Changning är ett stadsdistrikt i Shanghai i östra Kina.
Changning är indelat i nio stadsdelsdistrikt (jiedao) och en köping (zhen):
Stadsdelsdistrikt:

- Beixinjing (北新泾街道)
- Chengjiaqiao (程家桥街道)
- Hongqiao (虹桥街道)
- Huayanglu (华阳路街道)
- Jiangsulu (江苏路街道)
- Tianshanlu (天山路街道)
- Xianxiaxincun (仙霞新村街道)
- Xinhualu (新华路街道)
- Zhoujiaqiao (周家桥街道)

Köping:
- Xinjing (新泾镇)